# Bartholomäus Fröwein

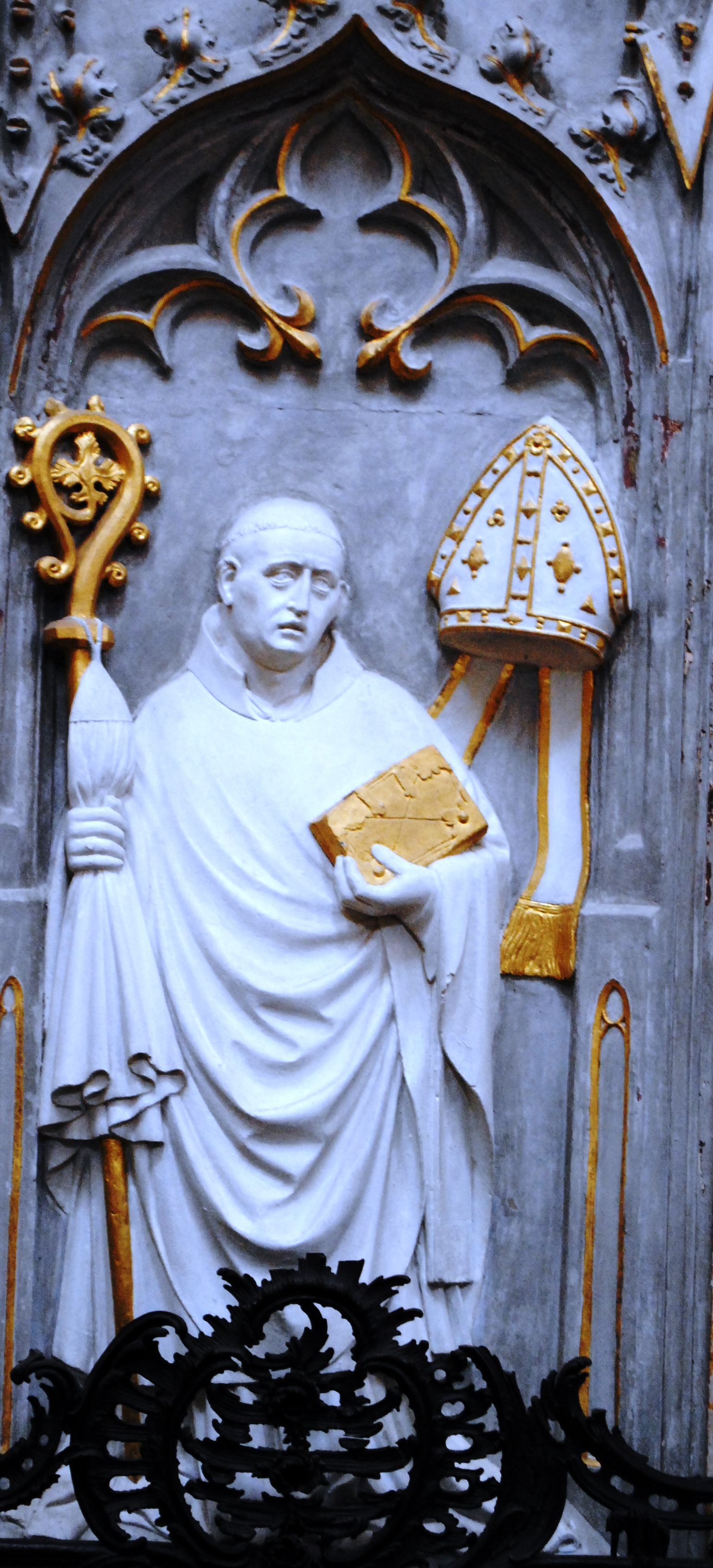
Das Epitaph des Bartholomäus Fröwein

Bartholomäus Fröwein (auch Bartholomäus Frowein; * in Nürnberg; † 25. Juli 1430 in Ebrach) war von 1426 bis 1430 Abt des Zisterzienserklosters in Ebrach. Zuvor hatte er den Posten des Dekans der Theologischen Fakultät der Universität Wien inne.  

## Leben

### Professor in Wien
Bartholomäus Fröwein wurde im 14. Jahrhundert in der Freien Reichsstadt Nürnberg geboren. Über sein genaues Geburtsdatum ist nichts bekannt, ebenso schweigen die Quellen über die Eltern des späteren Abtes. Bartholomäus trat, wohl zwischen 1360 und 1370, als Professe in das Zisterzienserkloster Ebrach im Steigerwald ein, um hier auch dem Studium der Heiligen Schrift nachzugehen. Zunächst begann er hier seine Ausbildung, bevor er an das zisterziensische Studienhaus der Universität Wien wechselte.
In Wien ist der Student Fröwein erstmals 1385 nachgewiesen, eventuell hatte der Theologe Konrad von Ebrach ihn empfohlen, der selbst Vorlesungen an der Hohen Schule gehalten hatte. Im Jahr 1402 erfolgte die Erlangung des theologischen Lizenziats, wodurch Bartholomäus selbst Vorlesungen halten konnte. Diese Tätigkeit übte er wohl in seinem alten Kloster Ebrach, sowie an der jungen Universität Würzburg aus, wohin er zwischen 1402 und 1411 von Bischof Johann I. von Egloffstein berufen worden war.
Nach der vorläufigen Auflösung der fränkischen Universität kehrte Bartholomäus Fröwein von Würzburg aus nach Wien zurück. Er wurde wiederum Angehöriger der theologischen Fakultät und promovierte nach weiteren Studien am 20. Juni 1413 zum Doktor der Theologie. Bald darauf übernahm er die Leitung des Kollegs St. Nikolaus der Zisterzienser an der Universität Wien und hielt in dieser Position einige Dogmatikvorlesungen.
Mit der Einberufung des Konstanzer Konzils im Jahr 1414 wurde auch das Kloster Ebrach und sein Abt Heinrich III. Heppe gedrängt, die Versammlung zu besuchen. Bartholomäus Fröwein war wohl allerdings kein Teil dieser fränkischen Abordnung, sondern reiste als Vertreter der Universität Wien zu dem Kirchentreffen. Am 17. April 1415 wurde er Mitglied im neuen Ausschuss, der über den Prediger Jan Hus urteilen sollte. Zusammen mit den anderen Professoren des Ausschusses entschied er, den Böhmen als Ketzer zu verbrennen.
Bereits im Jahr 1416 kehrte Fröwein wieder nach Wien zurück, um hier eine Predigt im Stephansdom zu halten. In dieser bekräftigte er die Hoffnung, die langandauernde Kirchenspaltung überwinden zu können. Ältere Autoren gingen davon aus, dass der Gelehrte nach dem Konzil in Konstanz zusammen mit dem Bischof von Worms oder Trier eine Reise ins Heilige Land unternahm. 1419, 1420 und 1424 ist Bartholomäus Fröwein jedoch als Dekan der Theologischen Fakultät nachgewiesen, wodurch eine solch lange Reise eher unwahrscheinlich wird.
Bartholomäus hatte, neben seiner Tätigkeit im Dekanamt, noch die Stelle als Provisor der Fakultät inne. Während er als Dekan mehrere Streitfälle schlichten musste, sorgte er als Provisor für die finanzielle Ausstattung der Fakultät. Am Ende des Jahres 1426 wurde Bartholomäus Fröwein von den Ebracher Mönchen zu ihrem neuen Abt gewählt. Die Römische Kurie erklärte die Wahl jedoch zunächst für nichtig und berief den Professor daraufhin am 14. März 1427 selbst zum Abt.

### Abt im Kloster Ebrach
Die Konsekration des neuen Abtes nahm der Prälat des Tochterklosters Heilsbronn, Arnold Waibler, vor. Fröwein musste jedoch noch eine hohe Kurientaxe von 800 Gulden aufbringen, wozu er einige Adelige der näheren und weiteren Umgebung zur Zahlung verpflichtete. Unter anderem beteiligten sich Cosmas und Lorenz von Medici an der Begleichung der Schulden. Am 19. September 1427 richtete die Universität ein Abschiedsfest für den neuen Abt aus, ob Bartholomäus hierfür wieder nach Süden fuhr ist jedoch unklar.
Als Abt musste Bartholomäus Fröwein am alljährlichen Generalkapitel des Zisterzienserordens teilnehmen. Im Jahr 1429 stand hier das Kloster Ebrach häufig auf der Tagesordnung. Ebenso musste Abt Bartholomäus im Jahr 1428 viel Geld an das Bistum Würzburg zahlen, das so seine Ketzerverfolgung verbessern wollte. Im Jahr 1429 forderte Bischof Johann II. von Brunn 2600 Gulden, um Geld für die Fehden gegen die Adeligen der Umgebung zu sammeln. 
Als Papst Martin V. im Jahr 1429 zum Konzil von Basel aufrufen ließ, folgte auch das Kloster Ebrach dem Aufruf. Bartholomäus Fröwein entsendete zwei Konventualen, Albert Kirchenloher und den späteren Abt Hermann von Kottenheim. Der 22. Abt des Klosters Ebrach, Bartholomäus Fröwein, verstarb am 25. Juli 1430 und wurde in der Klosterkirche beigesetzt. Sein Epitaph befindet sich heute im südlichen Querhaus.